# Kubangkondang
Kubangkondang is een bestuurslaag in het regentschap Pandeglang van de provincie Banten, Indonesië. Kubangkondang telt 3247 inwoners (volkstelling 2010).